# 金東準
金 東準（キム・ドンジュン、朝鮮語: 김동준、1905年6月10日 - 1969年以前）は、満洲国の公務員、大韓民国の実業家、政治家。制憲韓国国会議員。

## 経歴
忠清南道瑞山郡出身。泰安公立普通学校（現・泰安初等学校）、普成高等普通学校（現・普成高等学校）、法政大学法文学部卒。日本弁理士試験・満州高等文官試験合格。満洲国間島省各県の官吏、大韓民報社社長などを務めた。1948年の初代総選挙で当選したが、1950年の第2代総選挙で落選した後は農業に従事した。1968年の『国会20年』によると、この本の出版時点ではすでに死去したとされる。